# アイドルがイッパイ
アイドルがイッパイ（通称：アイパイ）は、2002年6月から公開されているアイドル、女優、モデル、AV女優のグラビアモバイルコンテンツを配信する、NTTドコモ、au、ソフトバンクモバイルの国内主要携帯通信キャリアの公式サイトである。
運営会社は株式会社ドワンゴ、及び株式会社スターゲートネットワーク。

## 概要
出演タレント人数が総勢1,900人以上（2010年4月時点）、携帯待受画像56,000枚以上、動画9,400本以上、着ボイス9,400数以上、その他Flashゲームや電子書籍を配信ダウンロードを行う。サイトタイトルが示す通り、コンテンツ総数が同一カテゴリ最大の携帯グラビアサイト。
アイパイ撮り下ろし素材から各社パブリシティ未公開素材、ニコニコ生放送で放送された番組アーカイブ、写真家山岸伸特設コーナー「山岸伸写真館」、出演各タレント詳細が記載されたプロフィール（アイパイwiki）ページ、マイページにお気に入りのコンテンツを記憶させるマイ写真集など、数多くのコーナー企画で構成されている。また、送料無料となるアイドルDVD販売などのEコマースサイトとしても機能する。
なお、通信キャリア毎にコンテンツの配信ガイドラインが異なる為、docomo版とau/Softbank版では配信するコンテンツの内容が異なる。

## コンテンツ種別

### 待受画像
- 各携帯端末の画面サイズや容量に合わせた待受画像を配信。

### 動画
- 各キャリアの配信仕様の違いでi-modeのみ10MB高画質動画を配信。EZweb/Yahoo!ケータイは通常の動画配信となる。

### 着ボイス
- フレッシュで元気キャラ、妹萌えキャラ、セクシーキャラなど様々なシチュエーションを想像させる着ボイス。

### FLASHコンテンツ
- ソリティアや花札、スロットをアイドルと対戦する構成のゲームを数種配信。
- アイドルが動くFLASH待受やアイドルクロック待受。
- 100日間限定タダ（無料）アプリとして、1日1アプリ追加更新。

### 電子書籍
- アイドルの全身から体の各パーツを一つ一つズームアップする「身体検査★アイドルスペック！」シリーズ。
- 撮り下ろしの情緒溢れる「一緒に泊まろう」や「銭湯物語」などの企画シリーズなどを配信。

## サービス内容

### 月額制
- コンテンツ総数の90%以上が月額315円で取り放題。同月中に入会・退会を繰り返しても一度の課金となる。

### ポイント制
- FLASHゲームや電子書籍などの一部コンテンツに限り、非月額ユーザーでも50円・100円・300円・500円からなるポイント購入を行い、ポイント交換する事でコンテンツをダウンロードする事が可能。

## 主要出演タレント

### あ
- 愛川ゆず季
- 相澤仁美
- 蒼井優
- 青島あきな
- 秋山莉奈
- 浅田好未
- 麻美ゆま
- 明日花キララ
- 安達祐実
- 杏さゆり
- 安藤沙耶香
- 磯山さやか
- 乾曜子
- 岩佐真悠子
- インリン・オブ・ジョイトイ
- 臼田あさ美
- 浦えりか
- 江渡万里彩
- 及川奈央
- 小倉優子
- 尾崎ナナ
- 小沢真珠
- 小澤マリア
- 折原みか

### か
- 海川ひとみ
- KAORI (モデル)
- かすみ果穂
- かでなれおん
- 金田美香
- 嘉門洋子
- 河合ヒナ
- 川奈栞
- 川村ゆきえ
- 京本有加
- 木口亜矢
- きこうでんみさ
- 希崎ジェシカ
- 希志あいの
- 北村ひとみ
- 木下優樹菜
- 熊田曜子
- 倖田梨紗
- 国分佐智子
- 小阪由佳
- 琴乃
- 小向美奈子

### さ・た・な
- 桜木凛
- 桜庭あつこ
- 佐藤ゆりな
- さとう里香
- さな
- 佐野夏芽
- 重盛さと美
- 鈴木茜
- すほうれいこ
- 瀬戸早妃
- 滝ありさ
- 滝沢乃南
- 田代さやか
- 橘麗美
- 谷ちあき
- 谷麻紗美
- 谷桃子
- 次原かな
- 手島優
- 時東ぁみ
- 仲根かすみ
- 永島さや佳
- 夏川純
- 夏目ナナ

### は
- 浜田翔子 (タレント)
- 早坂ひとみ
- 原紗央莉
- 原幹恵
- 波瑠
- はるな愛
- 範田紗々
- 雛形あきこ
- 藤井梨花
- 藤浦めぐ
- 藤崎奈々子
- ベッキー
- 別府あゆみ
- 堀田ゆい夏
- ほしのあき
- 細川ふみえ

### ま・や・ら・わ
- 松本まりか
- 眞鍋かをり
- 南まりか
- 南明奈
- 南結衣
- ミニスカポリス
- みひろ
- 安めぐみ
- 矢吹春奈
- 矢部美穂
- 山本梓
- 吉沢明歩
- Rio (AV女優)
- りりあん
- 若槻千夏
- 渡辺万美

## 通称
通称は「アイパイ」。ニコニコ動画内の公式チャンネルのアイパイ★ちゃんねるの「アイパイ」は「アイドルがイッパイ」の略である。サイト開設当時からキャリア担当、出演タレントや芸能プロダクション担当などから自然派生。